# Lasioglossum melanurum
Lasioglossum melanurum là một loài Hymenoptera trong họ Halictidae. Loài này được Cockerell mô tả khoa học năm 1919.